# Anna de Constantinoble
Anna de Constantinoble o Anna de Macedònia (nascuda cap al 888 i morta cap al 901), formava part de la Dinastia macedònia establerta pel seu avi Basili I el Macedoni. Va néixer del segon matrimoni del seu pare, l'emperador Lleó VI el Filòsof amb Zoè Zaützena. Va ser emperadriu de l'Imperi Romà d'Orient l'any 900 abans de ser promesa en matrimoni amb Lluís III el Cec. Després, abandonà l'Imperi d'Orient i va marxar cap a Occident el 900. Va tenir un fill anomenat Carles Constantí de Viena cap al 900 o 901. Va morir donant a llum al seu fill.
Aquests fets es coneixen per una carta de Nicolau I el Místic, que parla de les negociacions de Lleó el Filòsof per casar la seva filla amb Lluís el Cec, rei de Provença i emperador del Sacre Imperi Romanogermànic. Si les negociacions van acabar bé o no i si el matrimoni es va arribar a celebrar no es coneix amb exactitud. Alguns historiadors creuen que Anna no es va arribar a casar amb Lluís el Cec.
Altres genealogistes consideren que el matrimoni sí que es va celebrar l'any 900, i l'enllaç hauria unit les famílies reials d'Occident amb les dinasties d'Orient. El resultat d'aquesta unió seria Carles Constantí de Viena, que portava un nom clarament compost d'origen occidental i oriental. Es creu, sobretot per raons onomàstiques, que Anna de Provença, la segona esposa de l'emperador Berenguer I d'Itàlia seria una descendent d'aquest matrimoni entre Lluís el Cec i Anna de Constantinoble.
Anna va ser enterrada a Constantinoble, cosa que seria una dada a favor de la tesis que mai no hauria abandonat la cort del seu pare.